# Château de Ballon
 (mai 2021).
Si vous disposez d'ouvrages ou d'articles de référence ou si vous connaissez des sites web de qualité traitant du thème abordé ici, merci de compléter l'article en donnant les références utiles à sa vérifiabilité et en les liant à la section « Notes et références ».
Le château de Ballon est situé sur le territoire de l'ancienne commune française de Ballon, dans le département de la Sarthe, en région Pays de Loire. Il a été une forteresse très importante durant une grande partie de la période médiévale et fut l’enjeu de nombreuses batailles. Son aspect actuel est caractéristique de la fin du XVe siècle.
Le donjon et les ruines du château sont classés aux monuments historiques.

## Localisation
Le château, bâti en position dominante sur un éperon rocheux à la pointe d’un plateau dominant le Saosnois, entre le Maine et la Normandie, est situé à Ballon, intégrée aujourd'hui à Ballon-Saint Mars, dans le département français de la Sarthe. Il contrôlait la route de Mamers passant à ses pieds et qui contourne la place.

## Historique

### Les origines
L’implantation du château est ancienne, car il est mentionné dès le début du XIe siècle. Il aurait été construit par Robert Ier de Bellême, afin de servir de point d’appui contre la famille des comtes du Maine. La forteresse devint rapidement l’objectif des Normands qui cherchaient à conquérir le sud de la région. Le château fut donné par Richard II de Normandie, comme dote d'une de ses filles, qu'il avait eu avec une concubine, à la suite de son mariage avec Mauger, second fils du comte du Cotentin, Néel Ier de Saint-Sauveur, en reconnaissance des services rendus par celui-ci.
Le château fut assiégé une vingtaine de fois durant le XIe siècle. Il fut occupé entre autres par le comte du Maine, Herbert Éveille-Chien en 1031, par Guillaume de Normandie en 1064 et par Robert II de Bellême en 1080 (1098 ?) qui fit reconstruire le château à son emplacement actuel. En 1089, Hélie de la Flèche s’empara de Ballon et en profita pour ravager les alentours. À partir du XIIe siècle, Ballon passa entre les mains de la famille de Chaources, qui conserva le château pendant deux cents ans. La seigneurie est alors sous l’influence anglo-normande. Afin de mettre fin à l’hégémonie des Plantagenêts, Philippe Auguste se rendit dans le Maine. Il s’empara deux fois de Ballon en 1189 et en 1199. La forteresse de Ballon fut alors brûlée et démantelée. Philippe Auguste la fit reconstruire et y plaça Hugues de Beauçais.

### La guerre de Cent Ans
Pendant la guerre de Cent Ans, la forteresse dut subir un certain nombre de sièges. En 1361, Robert Le Mareschal qui était un chevalier anglais, assiégea le château. Il en profita pour piller les environs. Les Français reprirent Ballon et placèrent à son commandement Jean de Laval. Ce dernier prit le nom de Jean de Ballon. Les Anglais firent de nouveau le siège du château en 1392. Puis la terre de Ballon fut donnée par testament de Jeanne de Beauçay, daté de 1394 à son neveu Olivier de Prez, qui en prit possession en 1402. Ballon fut repris par les Anglais en 1417 et en 1419. Après dix jours de siège, Ballon revient du côté français le 14 septembre 1421. L’armée était commandée par le duc d’Aumale et le maréchal de La Fayette. Il semble qu’Ambroise de Loré participa à ce combat. En 1434, les Anglais revinrent de nouveau à Ballon pour s’emparer de la ville et raser la forteresse alors dirigée par le sieur de Thouars (Ballon) et le seigneur de Maridort (Souligné). Après cette période de conflit, la fille de Hardouin VIII, Renée de Maillé, dame de Ballon, épousa en 1452, Jacques de Surgère, chambellan du roi. Ce seigneur, riche et puissant commença à partir de 1469, la reconstruction du donjon et de la partie de Ballon brûlée par les Anglais. La réédification du château fut terminée par Jeannot d’Iynurse en 1505.

## Description
Le château se présente aujourd'hui sous la forme d'une enceinte de plan triangulaire arrondi d'une soixantaine de mètres de côté, flanqué de tours arasées et d'un fossé. Un gros donjon oblong du XVe siècle se dresse à la pointe occidentale. La porte du pont-levis datant du XIIIe siècle fut modifiée au XVIe siècle. Le logis dont la forme ressemble à celle d’un fer-à-cheval est protégé par des murs de 2 m d’épaisseur. Ces derniers, fortement remaniés au XVe siècle, sont très anciens. Cette tour de quatre étages est couronnée d’une galerie supérieure sur mâchicoulis, ultérieurement percée de larges baies. Sa façade orientale donnant sur la cour intérieure fut percée à la fin du XVe siècle de fenêtres à traverses ornées de sculptures. Sur les murs subsistent les vestiges d’une bretèche.

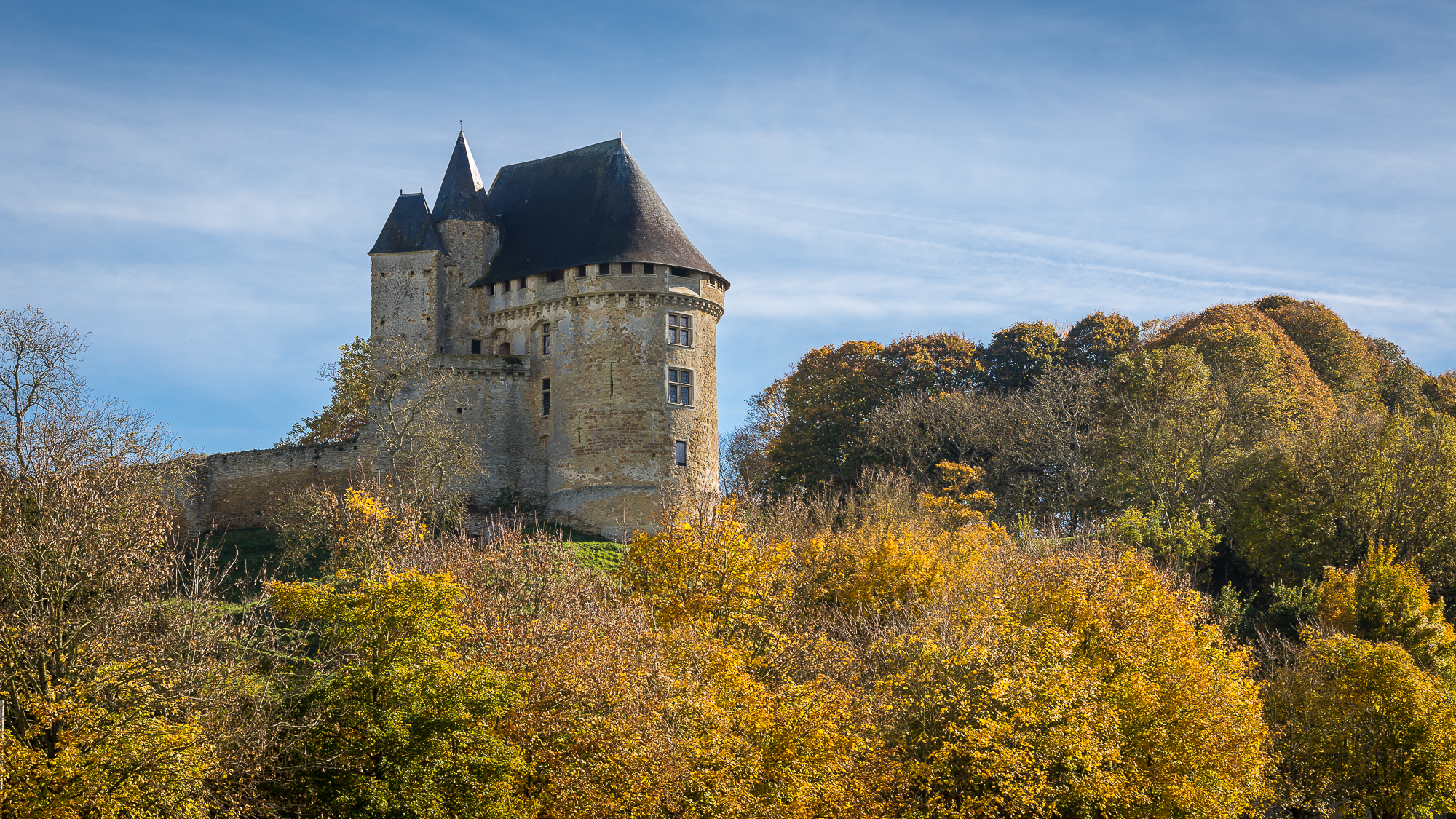
Le donjon du château.
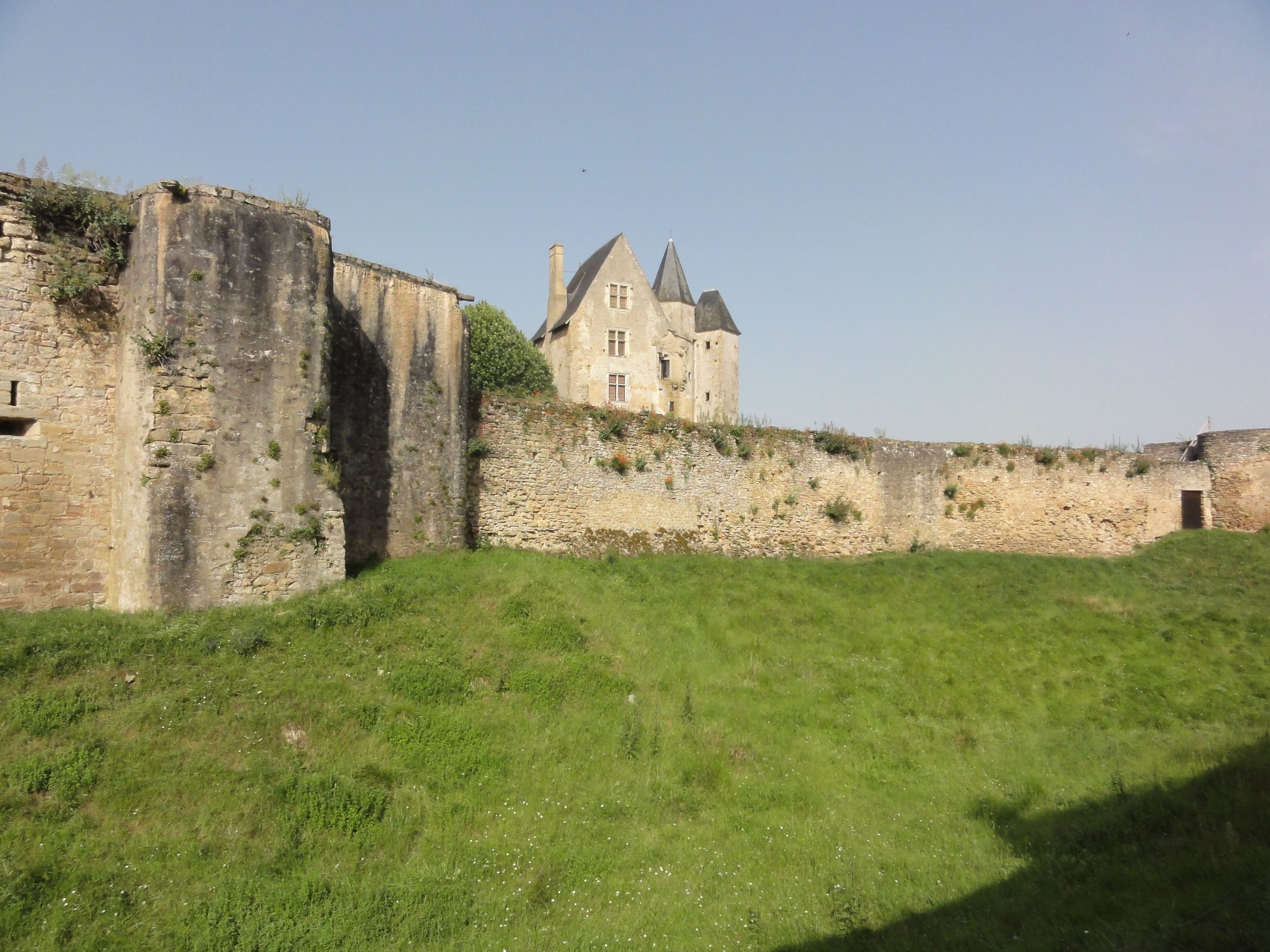
Le château avec les murs de l'enceinte et le fossé.
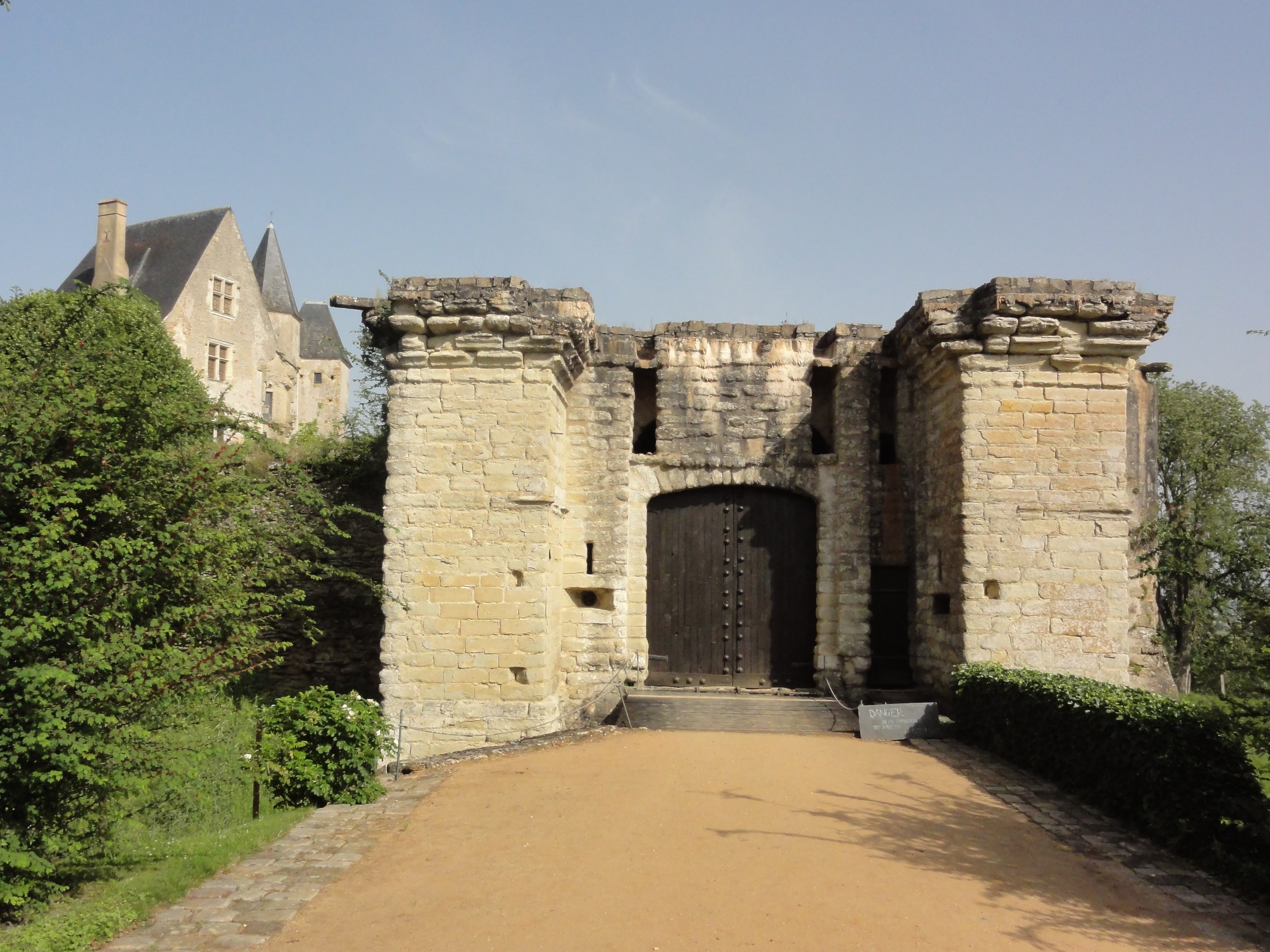
Le château avec la porte du pont-levis.

Contexte de la période de reconstruction : la peur de la guerre est toujours présente ainsi que la volonté de réaffirmer son pouvoir au moyen du château avec des éléments symboliques. Le château devient plus résidentiel, car les défenses sont devenues quasi-inutiles face à l’artillerie. Les fenêtres à croisées indiquent que le château a une vraie valeur résidentielle. Les forteresses des siècles précédents n’en comportaient pas dans un souci défensif. Avec l’arrivée de l’artillerie, toute la conception de défense a changé. Que les châteaux aient ou non des fenêtres, cela ne change plus rien. Les seigneurs à la fin du XVe siècle, sont sensibles au confort. La lumière est un confort et un luxe. Après la guerre, les détenteurs de châteaux et manoirs essaient surtout de se protéger du brigandage. C’est pourquoi, des grilles étaient posées sur les fenêtres et les traces en sont visibles sur les croisées des deux premiers niveaux du logis.
Les tours sont des éléments très importants par leur symbolique : chaque seigneur désire se faire construire une tour afin de réaffirmer son pouvoir. Elles n’ont aucun pouvoir militaire et la tour carrée du château ne comporte aucun système défensif mais des petites pièces éclairées par des ouvertures chanfreinées. La tour incorporée dans le logis jusqu’au quatrième niveaux, se termine par une flèche d’ardoise et comporte un escalier en vis de pierre. À son sommet, elle prend la forme d’une tour polygonale et elle comporte une bretèche. Des questions se posent sur la présence et la fonction de cet élément défensif. Avait-elle réellement un rôle militaire, ou simplement symbolique. Dans le premier cas, elle contrôle la porte d’entrée, mais la présence de grandes fenêtres sur la gauche, lui fait perdre de son efficacité. Elle est assurément utilisée contre le brigandage, car sa taille et sa situation permet de dissuader une petite troupe. Par contre, en cas de sièges elle ne sert strictement à rien. Sa fonction symbolique est importante, car l’édification de tout élément défensif ne se fait qu’avec l’autorisation du suzerain. Le seigneur de Ballon a donc le privilège de pouvoir édifier un tel bâtiment, ceci montre qu’il a pu conserver un pouvoir important.
L’ostentation des décors est un élément significatif de la richesse du seigneur. Plus il a de l’argent et plus il soigne les ornements de son château. Cette façade est ornée des sculptures. Toutes les croisées comportent des moulures à gorges et à filets (très à la mode pendant la période gothique). Enfin la porte d’entrée comporte aussi des moulures. Les entrées sont particulièrement soignées, car elles sont le passage obligé des visiteurs.
La tour d’escalier peut être elle aussi ancienne et largement modifiée en 1469. Il est certain que son sommet date de la reconstruction, tout comme les fenêtres à croisées sculptées (tous ces éléments sont « à la mode » à la fin du XVe siècle et sont rarement employés auparavant).
Le corps de logis, côté fossés, a l’aspect d’une forteresse; les éléments défensifs sont beaucoup plus ostentatoires. De très longues archères sont visibles, mais n’ont plus aucune utilité à la fin du XVe siècle, placées à proximité de grandes fenêtres à croisées. Ces meurtrières pourraient être contemporaines aux fenêtres, cependant, si elles sont plus anciennes, elles ont pu avoir une fonction défensive. Si elles ont été construites en 1469, leur fonction n’est que purement symbolique, cependant, il est étrange de ne pas trouver de canonnières (il faudrait vérifier s’il n’en existe pas sur cette façade).
Cette tour importante est couronnée de mâchicoulis. Tout comme le pont-levis, ces éléments défensifs sont construits sur autorisation du suzerain. Il s’agit d’un élément défensif très utile et efficace, mais il est aussi hautement symbolique.
Un souterrain de 300 mètres de long mettrait en communication la motte féodale avec une maison de la ville dite « Auberge de la Tête Noire ».

## Protection aux monuments historiques
Le château (donjon et ruines) est classé au titre des monuments historiques par arrêté du 9 février 1923.

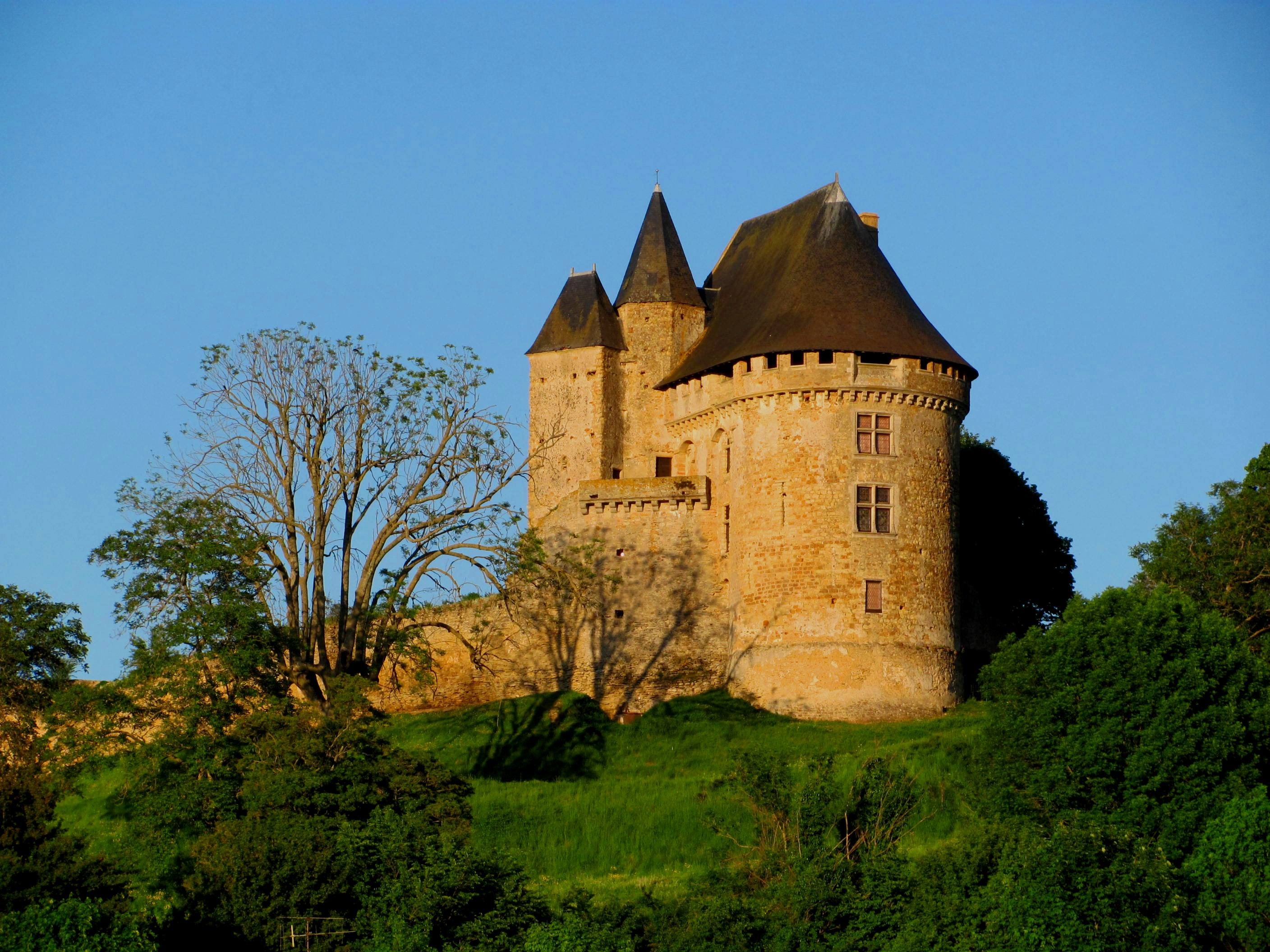
Vue du nord-ouest.
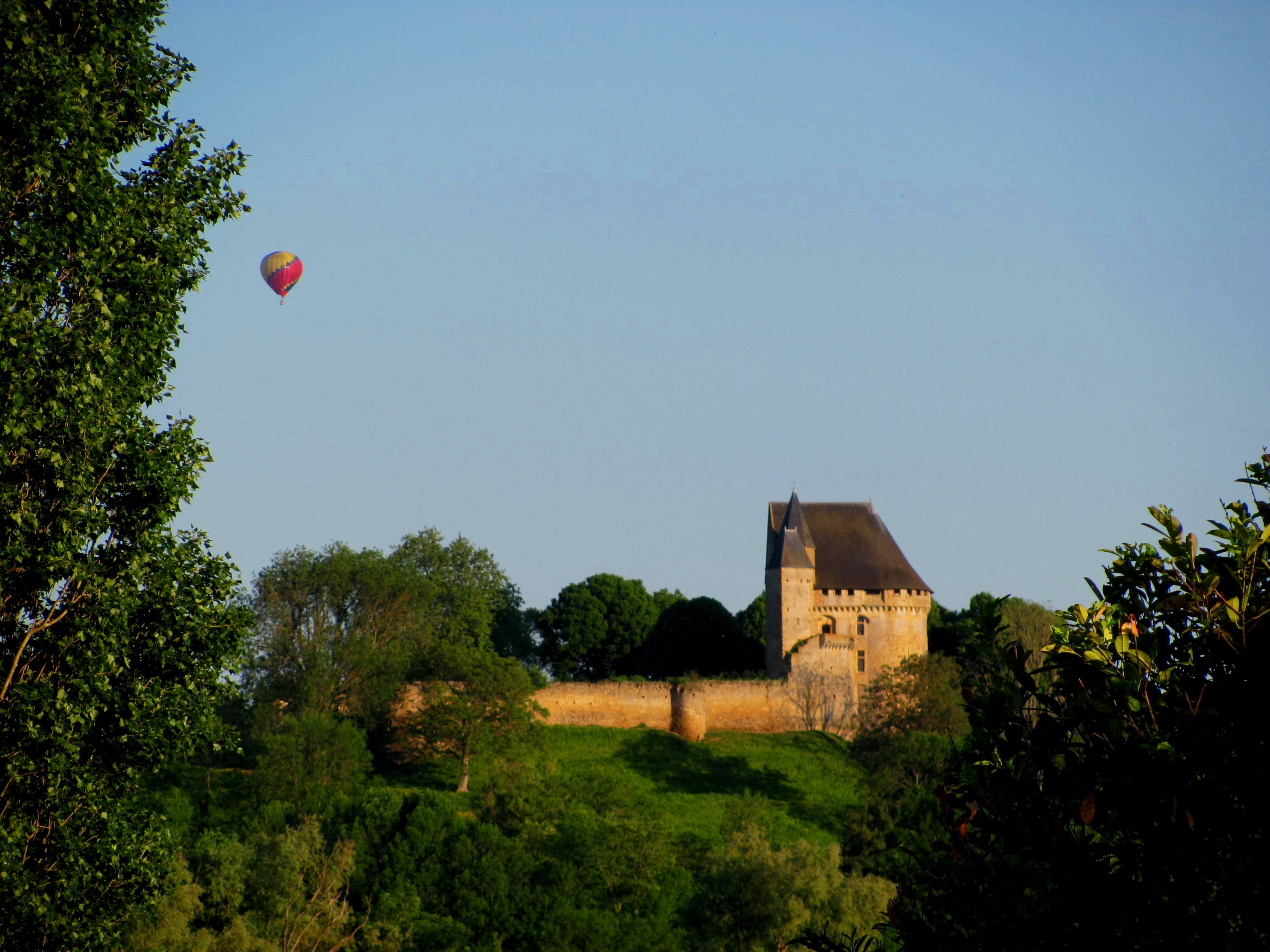
Vue du nord.
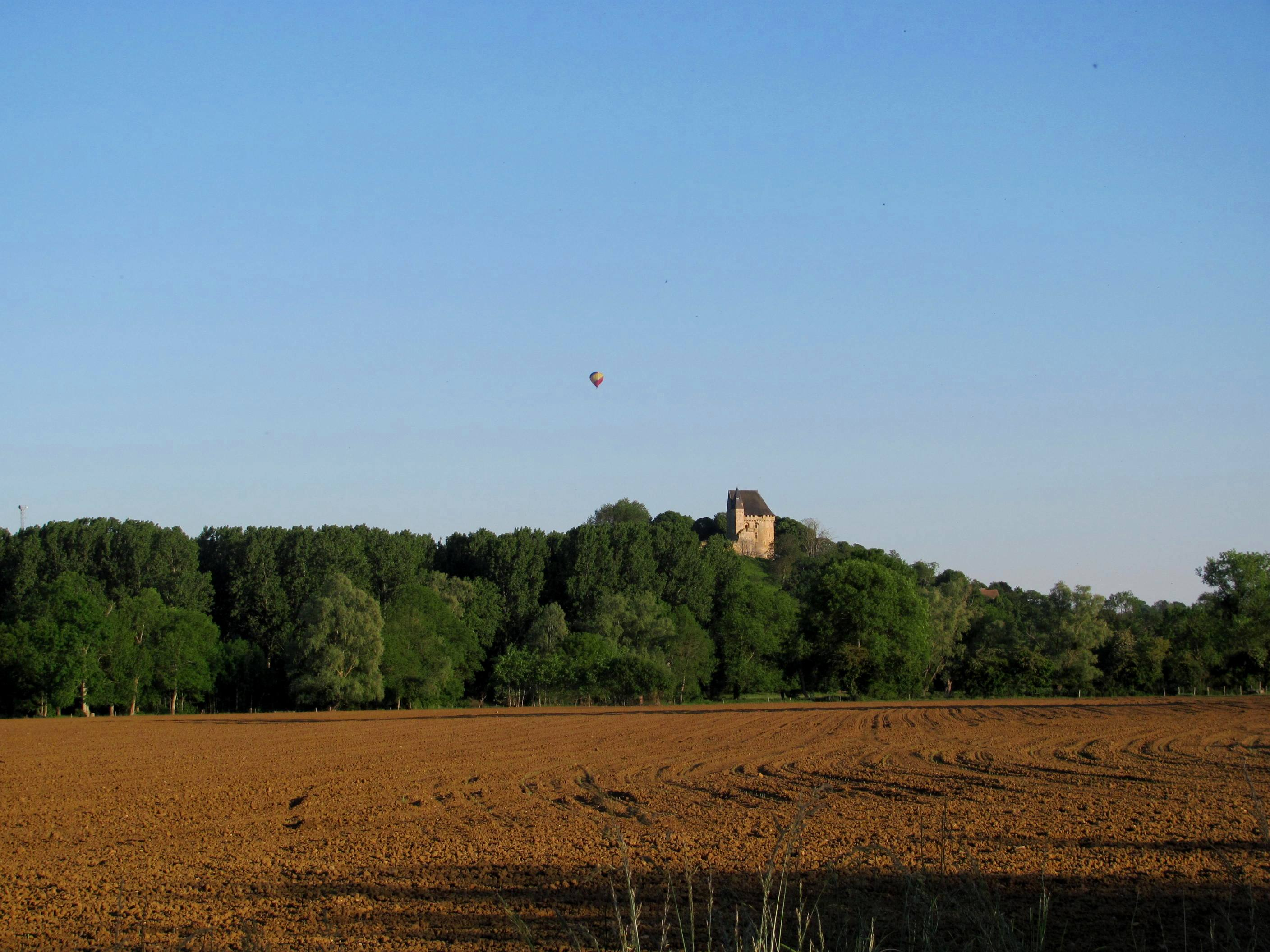
Vue de Congé-sur-Orne.
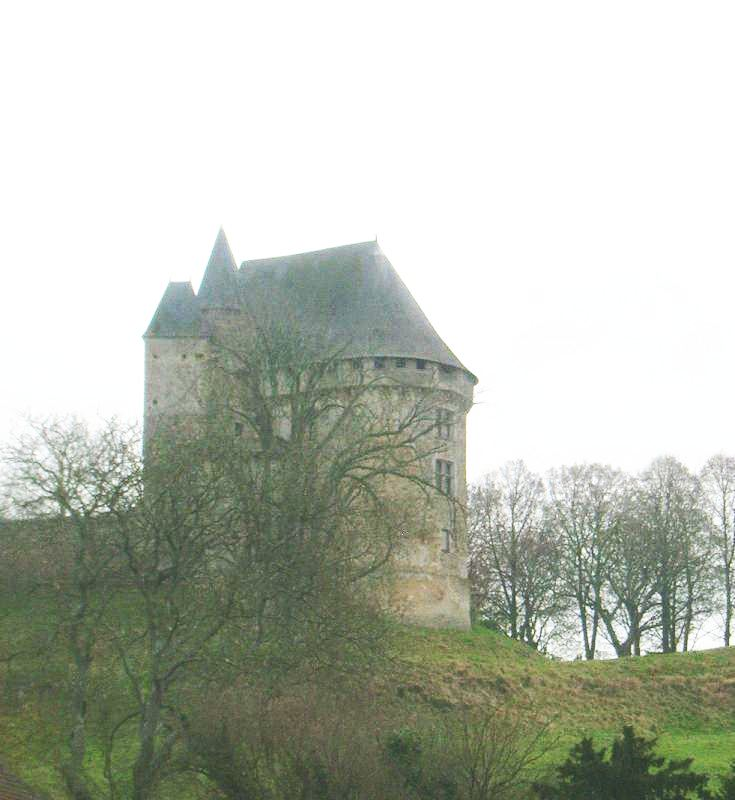
Le donjon.

## Le jardin du donjon de Ballon
Le jardin du donjon de Ballon  a été créé à partir des années 1960 par Jean Guéroult. Il est composé de cinq ensembles :
- l'allée des Tilleuls, qui est bordée à main droite d'une succession de massifs rectangulaires comportant des plantes vivaces et arbustes et par l'allée des topiaires constituée d'une trentaine de buis taillés en forme variée. Sur les côtés on y trouve des collections de viburnums ainsi que plusieurs arbres remarquables : un parrotia persica (hamamelidocea), un cryptomeria japonica, un cistus laurifolia, un kolkwitzia amabilis, un nothofagus antartica, un zelkova carpinifolia, un cistus skanbergii, un gleditsiz triacanthos, un liriodendron tulipifera (tulipier de Virginie). Cette allée débouche sur la cour des lions ;
- la cour des Lions, qui tient son nom des deux lions en pierre qui défendent l’entrée du pont-levis. Dans son pourtour, en continuité avec l’allée des Tilleuls, un parterre structure par des allées en pave contient des céanothes, des ormes nains, une brousonnette à papier entre autres ;
- le jardin clos médiéval (Hortus conclusus), ainsi appelé parce qu'il est entouré de remparts dont la base date du XIIe siècle. C'est un jardin de transition qui s'inspire de motifs entre la fin du Moyen Âge et la Renaissance. Il est lui-même divisé en trois parties : le jardin du puits composé de motifs géométriques simples de buis taillé dans lequel se trouve le puits de 45 mètres de profondeur qui alimentait la forteresse en eau ; le jardin du milieu, d'inspiration renaissance avec des roses anciennes sur tige, des plantes aromatiques (verveine, hysope), condimentaires, tinctoriales (garance rouge) et médicinales ; le jardin du Saint Esprit, aménagé autour des ruines de la Chapelle du Saint-Esprit, composé d'un dessin de buis d'un mètre de hauteur et reprenant des motifs de labyrinthe ;
- la motte panoramique : deux chemins conduisent au sommet de la motte féodale, le long de la haie de chênes verts ou en empruntant le berceau de hêtres. Au débouché de ce berceau se trouvait la première forteresse en bois. La vue panoramique porte sur le pays du Saosnois et, à l’horizon, sur les forêts du parc Normandie-Maine. Cette motte est plantée d’un verger d’arbres fruitiers botaniques. La descente de la motte donne accès au champ de l’Écho qui contient la roseraie ;
- la roseraie ; sept massifs triangulaires présentent une centaine de variétés de roses anciennes, dont quarante remontantes, ainsi que des arbres fruitiers botaniques, des clématites et une collection de pivoines. Au centre de ces massifs, des sphères supportent des rosiers et des clématites. Dans la roseraie se trouvent plusieurs arbres et arbustes dont : parrotia persica (l'arbre de fer), davidia involucrata (l'arbre aux mouchoirs) et ginkgo biloba (l'arbre aux cent écus). Sur 80 mètres de long, un mur de rosesprésente un ensemble de rosiers et de clématites. Ce champ est bordé au sud par une allée de cornouillers.

Le jardin de Ballon est labellisé Jardin remarquable.